# Conoide ellittico
il conoide ellittico è un tipo di superficie rigata che ha la particolarità di avere:
- come direttrici di bordo due curve non prospettive. tali curve possono formate in particolare da una ellisse o da un'approssimazione circolare di essa, e, l'altra curve, da una o più coniche, eventualmente degeneri, tangenti tra loro.
- come direttrice di sostegno una parabola che si ottiene come conica comune a due coni di rotazione.

## Esempi
- Data un'ellisse delta, giacente sul Primo piano mongiano (pigreco) 1, come il perimetro d'imposta di una copertura concoidica. Si vuole determinare il modello 3d di un conoide che ha delta come una delle due proprie direttrice di bordo.
  - Procedura I

1- Approssimare l'ellisse delta con un numero limitato di cerchi osculatori.
2- Raccordare tali cerchi osculatori con archi di circonferenza in modo da ottenere nell'insieme una curva continua e simmetrica rispetto a gli assi di delta.
3-
- - Procedura II